# Ernst von Hammer
Ernst Hermann Heinrich von Hammer (Ludwigsburg, 1858. április 20. – Stuttgart, 1925. szeptember 11.) német földmérő, térképész.

## Pályafutása
Tanulmányait 1874–78 között a Stuttgarti Műszaki Főiskolán végezte. 1882-től az intézet geodéziai tanszékén asszisztens, 1884-től professzor. Részt vett a századvégi európai fokmérés kivitelezésében.
Néhány térképvetület szerkesztőjeként ismert.
1896-ban a Leopoldina Német Természettudományos Akadémia tagjává választották.

## Művei
- Lehrbuch der ebenen und sphärischen Trigonometrie. (Stuttgart 1885, 2. kiad. 1897)
- Über den Verlauf der Isogonen im mittlern Württemberg. (Stuttgart, 1886)
- Nullmeridian und Weltzeit. (Hamburg, 1888)
- Über die geographisch wichtigsten Kartenprojektionen. (Stuttgart, 1889), kiegészítése: Zur Abbildung des Erdellipsoids (Stuttgart, 1891)
- Triangulierung zur Verbindung des rheinischen Netzes mit dem bayrischen Hauptdreiecksnetz. (Stuttgart, 1892)
- Zeitbestimmung (Uhrkontrolle) ohne Instrumente. (Stuttgart, 1893)
- Der logarithmische Rechenschieber und sein Gebrauch. (Stuttgart, 1898, 2. kiad. 1902)
- Astronomisches Nivellement durch Württemberg. (Stuttgart, 1901)
- Der Hammer-Fennelsche Tachymeter-Theodolit. (Stuttgart, 1901)
- Die Netzentwürfe geographischer Karten. (Stuttgart 1887)